# Södertälje hamn
Södertälje hamn är ett företag som bedriver hamn- och terminalverksamhet fördelat på flera verksamhets- och hamnområden i Södertälje i Södermanland och Stockholms län. Primärt hanteras RoRo (Roll on/Roll off), containerfrakt, samt flytande och fast bulk. Södertälje hamn är den tredje största bilimporthamnen i Sverige, och den enda bilimporthamnen längs den svenska Östersjökusten.
Hamnområden tillhörande Södertälje hamn är Sydhamnen, Bränslehamnen, Igelstahamnen och Uthamnen.

## Verksamhet
I Oljehamnen hanteras flytande bulkprodukter som bensin, diesel, eldningsolja, asfalt och liknande. Från Uthamnen skeppas primärt spannmål och torrbulk. Igelstahamnen hanterar flis, torv och liknande för Södertäljes kraftvärmeverk. Sydhamnen har den primära containerverksamheten och är även den som hanterar merparten av bilimporten. Samtliga förutom Igelstahamnen är belägna på Igelstavikens västra sida.
Fordonsimporten är en viktig del av hamnens verksamhet. I snitt hanteras omkring 118 000 fordon per år. Volkswagen importerar ca 50 % av sina bilar via hamnen.
Sydhamnen och Oljehamnen klassas som riksintressen. Uthamnen, Sydhamnen och Oljehamnen är anslutna till järnväg i form av Västra stambanan och Svealandsbanan. Hamnområdena ligger dessutom intill motorvägarna E4 och E20.

### Telge Hamn
Bolaget Telge Hamn AB grundades år 2010, för att äga och utveckla fastigheter inom Södertälje kommun, med fokus på kommersiell hamnverksamhet.

## Historia
På 1580-talet lät Karl IX anlägga en lastplats vid Igelstaviken, på den plats där Uthamnen idag ligger. Hertigen tillsåg att järnvaror från Bergslagen skeppades ut via Södertälje. Volymerna blev stora, och i slutet av 1500-talet gick en fjärdedel av den svenska järnmalmsexporten via stadens hamn.
Marken utgörs bland annat av områden som tidigare utgjorde Södertälje havsbad under tiden då staden var en populär badort. Efter att hamnverksamheten börjat expandera under 1960-talet började området runt havsbadet gradvis tas i anspråk för sjöfart. 1969 revs slutligen havsbadet.

## Bilder

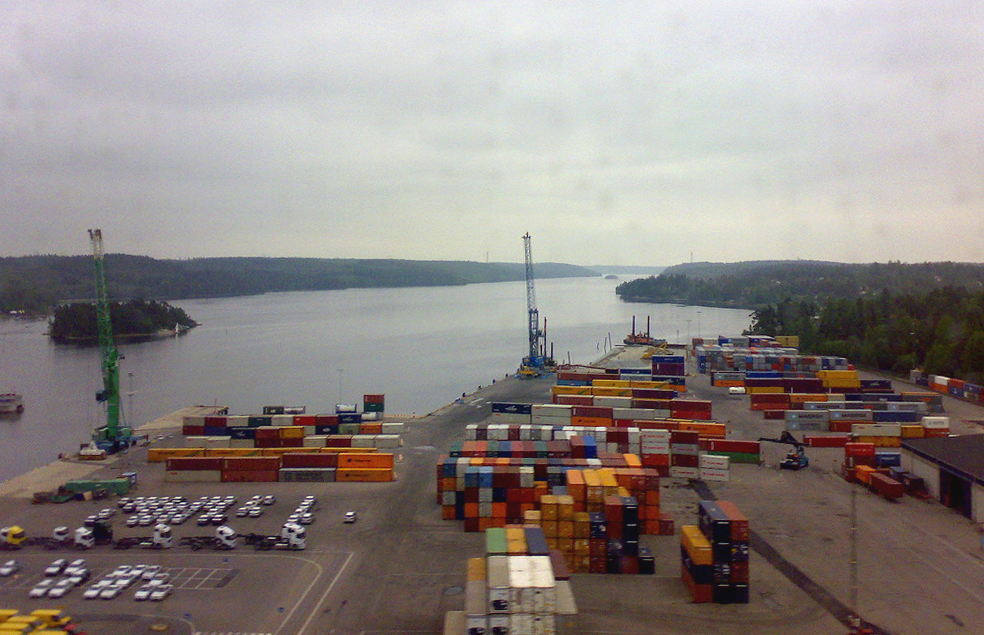
Containerhantering i Sydhamnen
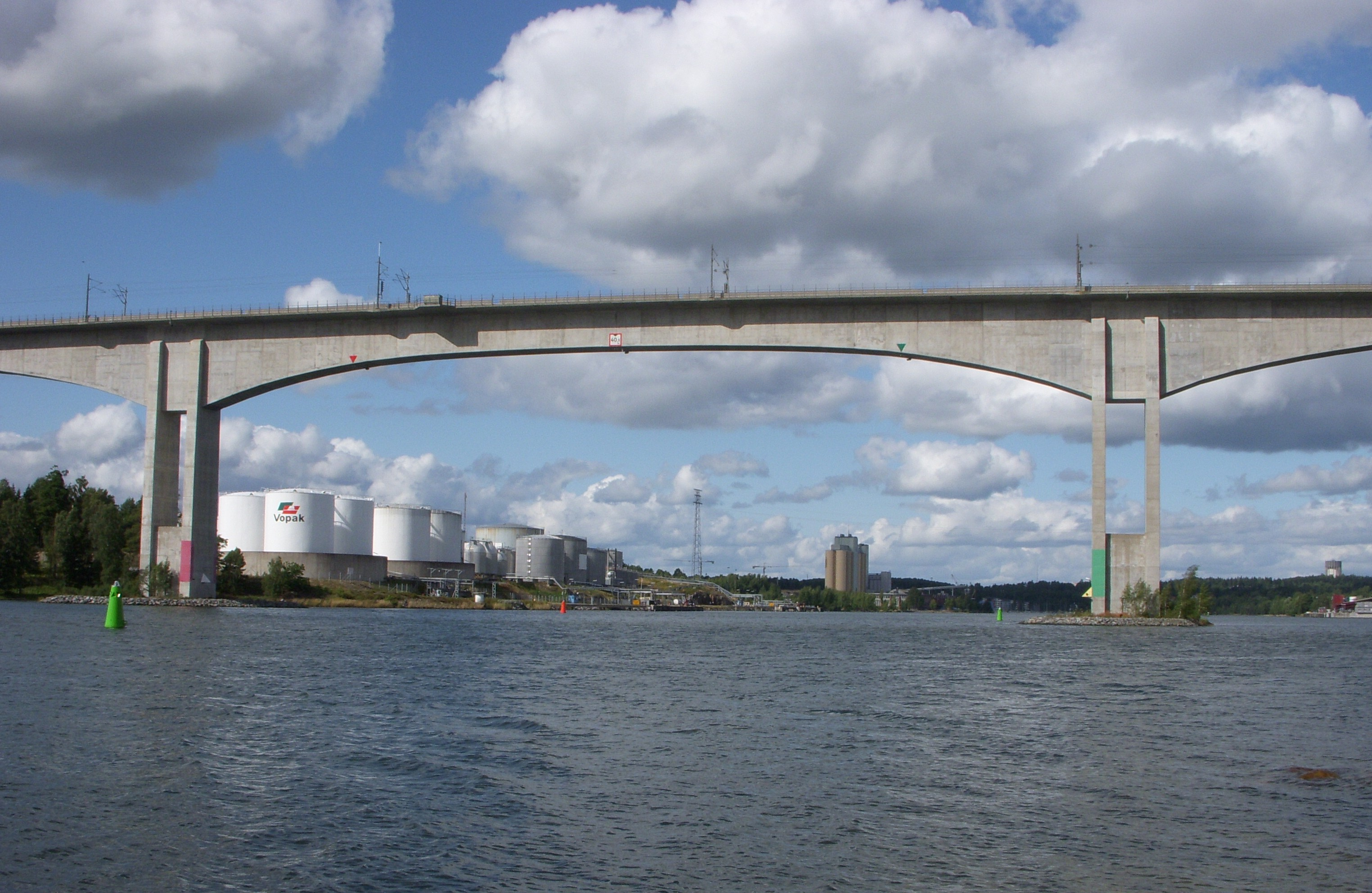
Oljehamnen, Uthamnen och Igelstabron
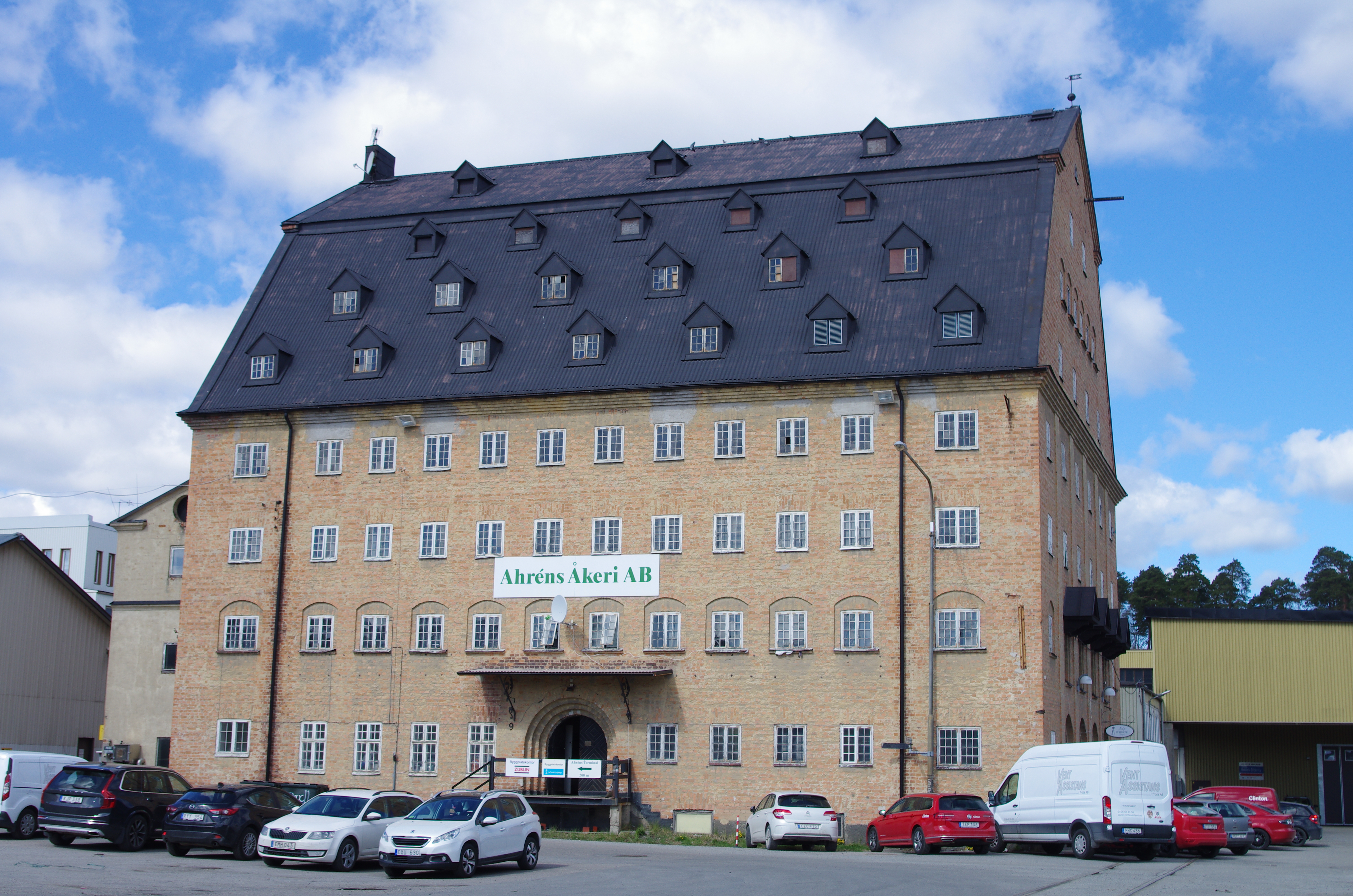
Historiskt godsmagasin i Uthamnen
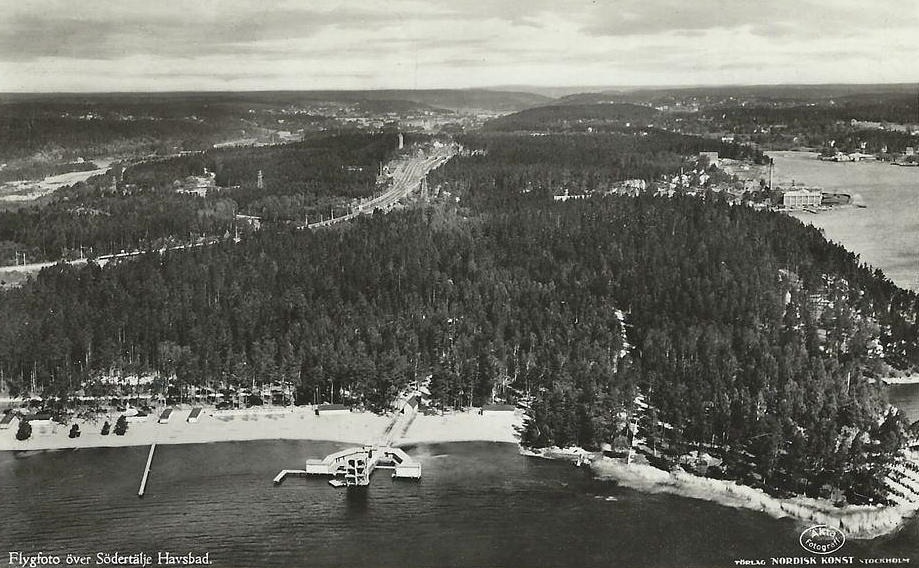
Historisk flygbild över området. I förgrunden syns dåvarande Södertälje havsbad